# Diplacina sanguinolenta
Diplacina sanguinolenta là loài chuồn chuồn trong họ Libellulidae. Loài này được Van Tol mô tả khoa học đầu tiên năm 1987.